# Guillermo II de Brunswick-Luneburgo
Guillermo II (Wilhelm II.) (c. 1300-1369) fue un príncipe alemán de la casa de Welf, hijo de Otón II, el Estricto, y de Matilde de Baviera. Sucedió a su padre en el gobierno del principado de Luneburgo, ejercido conjuntamente con su hermano mayor, desde el 10 de abril de 1330 hasta su muerte en 1352, y en solitario hasta su muerte. Fue como todos los miembros gobernantes de las particiones de Brunswick-Luneburgo, duque de Brunswick-Luneburgo.

## Biografía
Guillermo nació alrededor del año 1300 como cuarto hijo, segundo varón, de Otón II el Estricto y de su esposa, Matilde de Baviera.

### Gobierno conjunto con Otón III
Otón II el Estricto había dispuesto en 1315 que el principado se dividiría después de su muerte entre Guillermo y su hermano mayor Otón III. Ese deseo, sin embargo, fue ignorada por ambos hermanos, que asumieron el gobierno conjunto del estado indiviso el 10 de abril de 1330.
El enfoque de su gobierno en los primeros años fue la consolidación territorial del principado. Por ejemplo, lograron aumentar considerablemente su propiedad en el área de Gifhorn mediante la adquisición del pueblo de Fallersleben y los condados de Papenheim y Wettmarshagen. Otro campo de atención fue su apoyo político a las ciudades en crecimiento económico. Por ejemplo, el comercio de Luneburgo floreció como resultado del trabajo para hacer navegable el río Ilmenau entre la propia ciudad de Luneburgo y Uelzen, así como los acuerdos comerciales entre los príncipes de Luneburgo y los duques de Sajonia-Lauenburgo.
Otón III murió el 19 de agosto de 1352 sin heredero porque su único hijo ya se había ahogado de niño en el río Ilmenau.

### Gobierno en solitario y la selección del sucesor
Tras la muerte de su hermano Otón III, Guillermo reinó solo. Centró cada vez más su atención en la cuestión de la sucesión en el estado de Luneburgo. Debido a que su hermano había perdido a su único hijo cuando era niño y él mismo no tenía hijas elegibles, eligió a su nieto, Alberto de Sajonia-Wittenberg, hijo de su hija mayor Isabel, como su sucesor. De hecho, había pedido previamente al emperador Carlos IV el eventual enfeudamiento del estado a su nieto, pero cambió de opinión nuevamente en los años siguientes, porque temía la influencia de los tíos de Alberto, Venceslao y Rodolfo. 
Se puede encontrar otra razón en los términos del acuerdo de investidura de Brunswick-Luneburgo de 1235, así como en los tratados de sucesión acordados por el padre de Guillermo con la línea Brunswick de la Casa de Welf, según los cuales el principado tenía que pasar a cualquier varón heredero dentro de toda la casa Welf si hubiera uno. Para satisfacer su deseo de que uno de sus descendientes heredara el estado, casó a su hija menor, Matilda, con Luis de Brunswick-Luneburgo, hijo de Magnus el Piadoso. Debido a que este último era heredero de la región de Brunswick, el estado dividido de la casa ducal se uniría nuevamente bajo un solo gobernante. Sin darse cuenta de esto, el emperador Carlos IV había autorizado mientras tanto el enfeudamiento de Alberto de Sajonia-Wittenberg y sus dos tíos y, con eso, puso la primera piedra para la Guerra de Sucesión de Luneburgo, que comenzó con la muerte de Guillermo, entre Magnus y Alberto.
Otros problemas fueron añadidos por la sobrina de Guillermo, Matilde, la hija de su hermano, Otón III. Su esposo, Otón II de Waldeck, hizo reclamaciones contra Guillermo. La corte imperial otorgó a Otón 100.000 marcos, lo que equivalía a aproximadamente la mitad del principado. En respuesta a la negativa de Guillermo a pagar, se impuso una prohibición imperial al principio y, después de un nuevo intento vano de mediación, el emperador declaró que debería ser proscrito y encargó al obispo de Minden que lo hiciera personalmente. No se sabe si eso sucedió realmente. Enfrentándose a la muerte, finalmente entregó el gobierno del principado a Magnus Torquatus, quien, después de la muerte de su hermano Luis, había sido nombrado heredero del principado. Guillermo murió el 23 de noviembre de 1369 en Luneburgo y fue enterrado en la Iglesia de St. Michaelis de esa ciudad.

## Familia

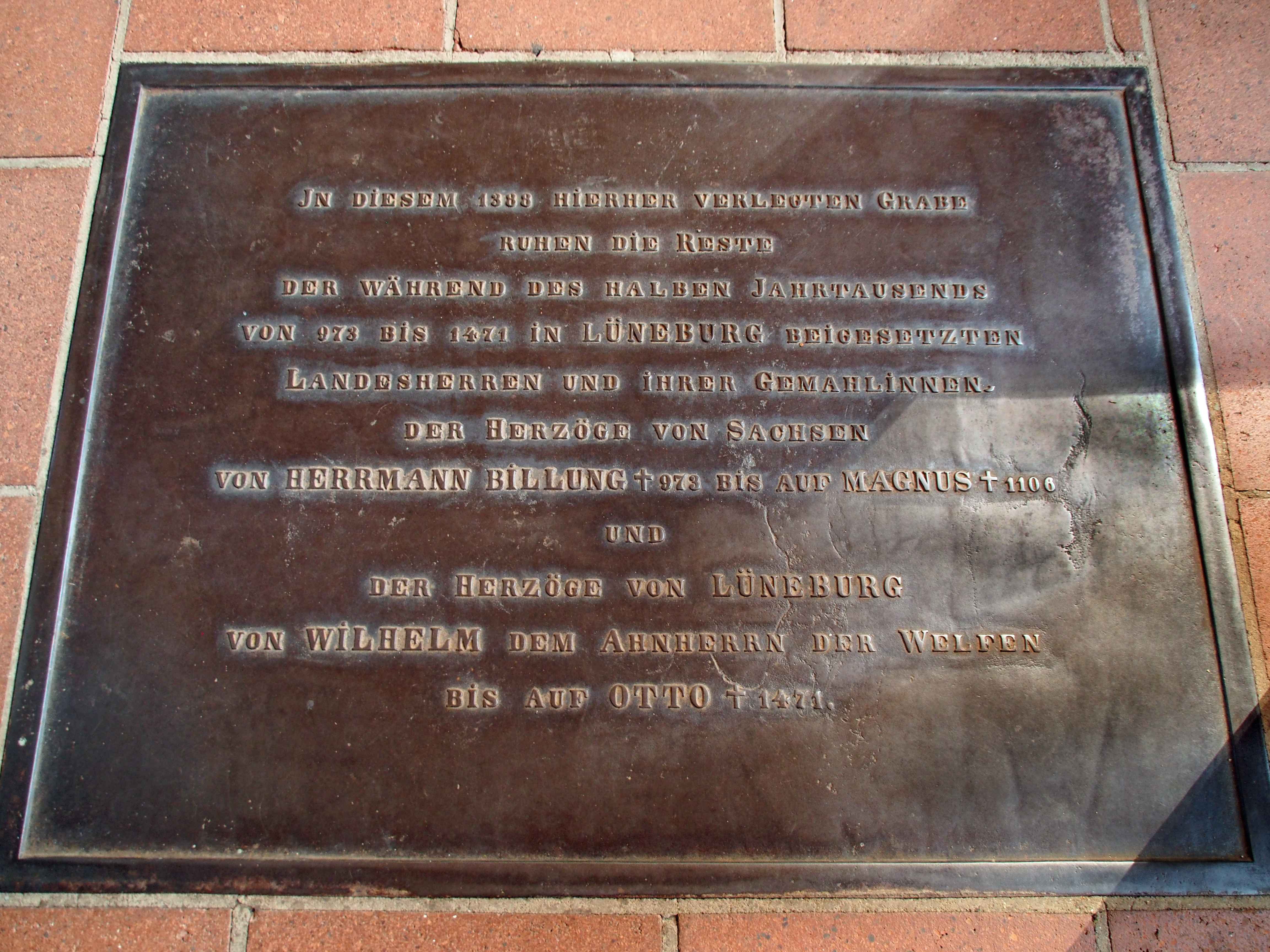
Losa en la tumba en la iglesia de St. Michael en Luneburgo

Guillermo II se casó por primera vez con Edwige de Ravensberg (fallecida después de 1387), hija del conde Otón IV de Ravensberg, con la que tuvo una hija:
- Isabel (fallecida en 1384), casada primero con Otón de Sajonia-Wittenberg, hijo de Rodolfo I de Sajonia-Wittenberg, enviudó el 30 de marzo de 1350; su hijo fue Alberto, duque de Luneburgo

Se volvió a casar, ca. 1354, con el conde Nicolás de Holstein-Rendsburg (1321-1397), hijo de Gerhard III de Holstein-Rendsburg.
Guillermo  II se casó con María en segundas nupcias, que le dio una hija:
- Matilde, casada con Luis de Brunswick-Luneburgo, hijo de Magnus el Piadoso, enviudó en 1367, se volvió a casar con Otón Ide Holstein-Schaumburg.

En 1346, Guillermo II se casó por tercera vez con Sofía de Anhalt-Bernburg (fallecida en 1362), hija del príncipe Bernardo III de Anhalt-Bernburg. En 1363 se casó por cuarta vez con Inés (1353-1387), hija del duque Erico II de Sajonia-Lauenburgo. Estos dos matrimonios quedaron estériles.